# Herbert Plank
Herbert Plank (n. 3 septembrie 1954, Vipiteno, Trentino-Tirolul de Sud, Italia) este un schior alpin italian, medaliat olimpic. A participat la 2 ediții ale Jocurilor Olimpice (1976, 1980) în care a câștigat o medalie de bronz.